# Tylototriton dabienicus
Espèce
Synonymes
- Tylototriton wenxianensis dabienicus Chen, Wang & Tao, 2010

Tylototriton dabienicus est une espèce d'urodèles de la famille des Salamandridae.

## Répartition
Cette espèce est endémique du Henan en République populaire de Chine.

## Publication originale
- Chen, Wang & Tao, 2010 : A new subspecies of genus Tylototriton from China (Caudata, Salamandridae).  Acta Zootaxonomica Sinica, vol. 35, p. 666–670.